# Reiner Ottens
Reiner Ottens (1698. − 1750.), nizozemski kartograf i izdavač koji je djelovao u Amsterdamu tijekom 18. stoljeća.
Sin je Joachima Ottensa (1663. – 1719.), židovskog gravera koji je početkom karijere surađivao s F. de Witom odnosno kasnih 1680-ih osnovao vlastitu izdavačku kuću koja se bavila tiskanjem zemljovida. Očev posao nastavio je zajedno s bratom Joshuom (1704. − 1765.) i većina njihovih radova nosi zajednički autorski potpis. Vrhunac njihovog opusa je „Veliki atlas” (lat. Atlas Major) tiskan u Amsterdamu 1740. godine.

## Poveznice
- Joshua Ottens
- Povijest kartografije

## Vanjske poveznice
- (engl.) Vintage Maps: Reiner Ottens

Ostali projekti
|  | Zajednički poslužitelj ima još gradiva o temi Reiner Ottens |